# Signo de interrogación

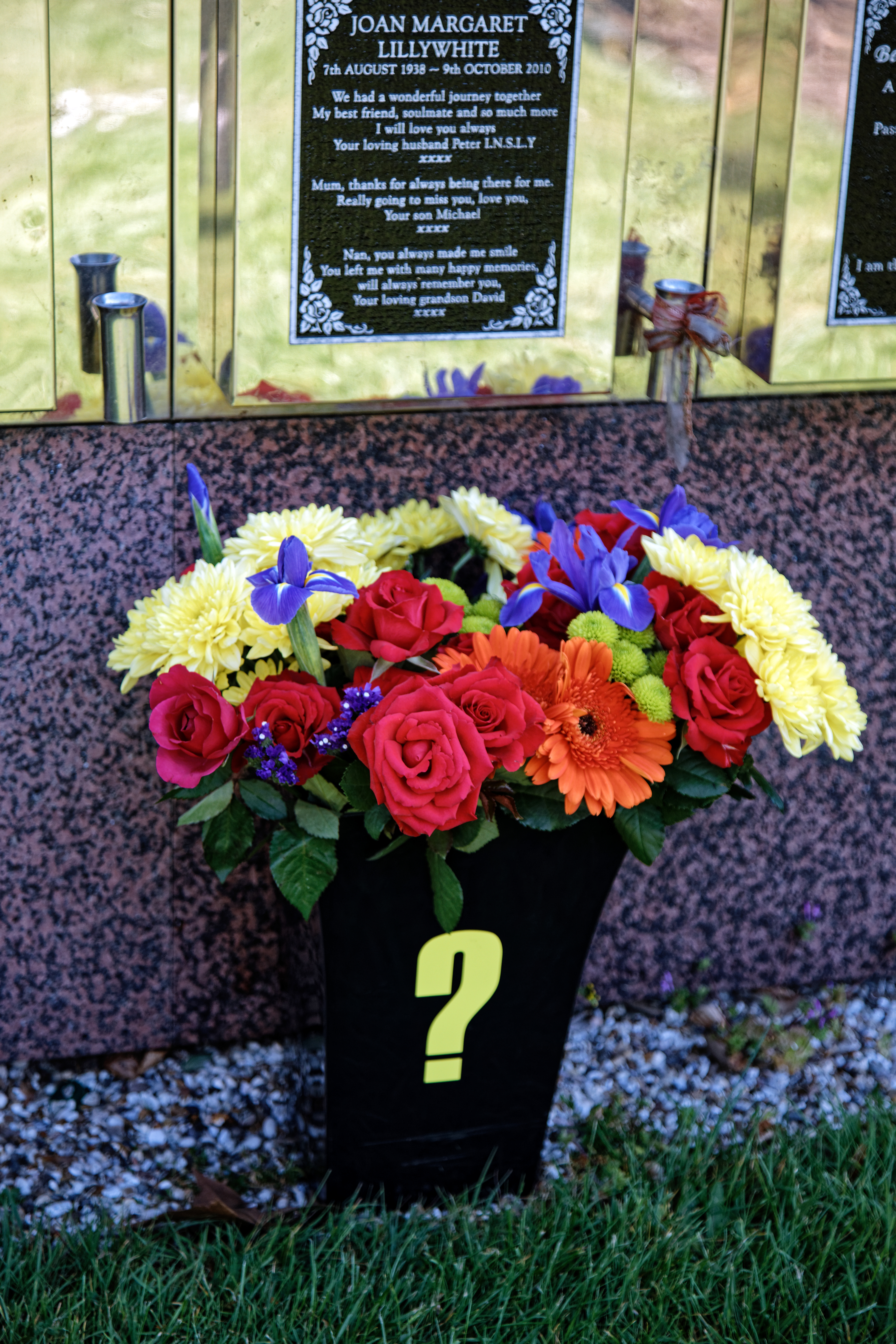
Una maceta en un cementerio con un signo de interrogación en el frente.

Los signos de interrogación (¿?, antiguamente punto de interrogación) sirven para representar gráficamente la entonación interrogativa de una palabra, en el idioma español son signos dobles, es decir, existe un signo de apertura (¿) y otro de cierre (?), que deben colocarse obligatoriamente y respectivamente al comienzo y al final de una frase interrogativa.
El valor decimal en ASCII ? es 6310, y en ISO-8859-1/ISO-8859-15 ¿ es 0191; en Unicode le corresponden U+00BF al ¿ y U+003F al ?.

## Uso del signo de interrogación de apertura
En la mayoría de los idiomas que usan el alfabeto latino se utiliza un único signo de interrogación al final de la frase interrogativa:
- Quanti anni hai? (en italiano)
- Quants anys tens? (en catalán)
- Quel âge as-tu ? (en francés)
- Quantos anos tens? (en portugués europeo)
- Quantos anos você tem? (en portugués brasileño),
- Cantos anos tes? (en gallego)
- How old are you? (en inglés)

que en español significa ‘¿cuántos años tienes?’.
Este fue el uso habitual también en español hasta mucho después de que la Real Academia Española (RAE), en la segunda edición de la Ortografía de la lengua castellana de 1754, declarase preceptivo iniciar las preguntas con un signo de interrogación de apertura y terminarlas con el de cierre ya existente («¿Qué edad tienes?»), al tiempo que se ordenaba lo mismo para los signos de exclamación (¡) y (!).
En árabe y otros idiomas que utilizan la escritura árabe, como el persa , el urdu y el uigur (forma árabe), que se escriben de derecha a izquierda, el signo de interrogación se refleja de derecha a izquierda respecto al signo de interrogación latino. En Unicode, hay dos codificaciones disponibles: U+061F ؟ SIGNO DE INTERROGACIÓN ÁRABE (con código bidireccional AL: Árabe de derecha a izquierda) y U+2E2E ⸮ SIGNO DE INTERROGACIÓN INVERTIDO (con código bidireccional Otros Neutrales). Algunos navegadores pueden mostrar el carácter de la oración anterior como un signo de interrogación hacia adelante debido a problemas de direccionalidad de la fuente o del texto.
A diferencia de otros idiomas en el español se estableció la regla de usar signos dobles: los de apertura y los de cierre.
Esto se debe a que la norma que se introdujo era subjetiva, al especificar que los signos (¿) y (¡) solo eran necesarios en el caso de oraciones largas, no siendo necesarios si la oración era corta. Esta norma siguió activa en la edición de 1815 de la ortografía, 
y de hecho se puede comprobar que hasta la edición de 1869 del diccionario de la RAE, palabras como «caramba» se definían en el diccionario en la entrada «Caramba!». No fue hasta 1884 que dicho diccionario comenzó a definir la palabra en la entrada «¡Caramba!», haciendo definitivamente obligatorios los signos (¿) y (¡) fuese cual fuere la longitud de la oración.
En español es correcto enmarcar una frase con la apertura de la exclamación (¡) y el cierre de la interrogación (?), o viceversa, en casos que compartan claramente lo exclamativo y lo interrogativo, como «¡Quién te has creído que eres?». Sin embargo, la RAE prefiere el uso de ambos signos para la apertura y cierre: 
«¿¡Quién te has creído que eres!?» (ver Interrobang). Y en obras de carácter enciclopédico es usual el uso de la interrogación para indicar fechas inciertas. Un ejemplo sería «Gengis Kan (¿1162?-1227)».
Otra lengua en que se utiliza la apertura del signo de interrogación es el gallego, aunque es opcional y queda relegado a facilitar la lectura y evitar ambigüedades. En la ortografía catalana, el lingüista Joan Solà (1940-2010) defendió que se usase también la apertura del signo de interrogación (pero no en el caso de la exclamación), y alguna publicación siguió el consejo de Solà; pero dicha práctica es residual en el conjunto de la producción escrita en catalán, donde prácticamente solo se utiliza el signo de cierre (como en las otras lenguas europeas).

## Historia
El experto en manuscritos antiguos J. F. Coakley conjetura que el primer signo escrito usado con una función parecida al signo de interrogación actual es un par de puntos vertical (݃), presente en los manuscritos del siglo V y VI de la Peshitta, una versión de la Biblia en idioma siríaco. Este signo, conocido en fuentes siríacas orientales posteriores como zawgā ‘elāyā, se utilizaba para marcar las preguntas cuya respuesta es sí o no, y generalmente se colocaba encima de la última letra de una palabra, cerca del comienzo de la pregunta. Por tanto, el siríaco podría ser el primer idioma en usar un signo de interrogación.
El signo de interrogación en idioma armenio tiene algunas similitudes con el zawgā ‘elāyā siríaco, pero la evidencia manuscrita es mucho más tardía, y si hay algún préstamo, es más probable que sea tomado por el armenio del siríaco que al revés.
Los escribas griegos también utilizaban un signo de interrogación en forma de punto y coma con una función similar a la descrita antes: marcar preguntas de respuesta sí o no que si no se marcaran, serían ambiguas. Sin embargo, esta práctica no se dio hasta el siglo VIII como muy pronto.
No obstante, el académico británico Sebastian Brock (1938-) ha señalado que «las prácticas seguidas en los scriptoriums siríacos en los siglos V al VIII no correspondían exactamente a la de los scriptoriums griegos; los escribas y scriptoriums habían desarrollado sus propias prácticas distintivas y tradiciones independientes».
La puntuación en los manuscritos medievales, por lo tanto, podía variar de un período a otro, de una región a otra e incluso de una escritura a otra.
En latín, el punctus interrogativus fue también un producto del período carolingio. Este signo forma parte del conjunto de marcas denominadas positurae que aparecen en los manuscritos litúrgicos de la segunda mitad del siglo VIII para completar el estilo de escritura scriptio continua.
En estos manuscritos, las positurae satisfacían la necesidad de indicar de forma más precisa las pausas necesarias para elucidar el sentido de un texto cuando se entonaba o se cantaba en la liturgia, y también distinguir entre una afirmación y una pregunta.
El uso del punctus interrogativus parece que se extendió rápidamente desde la corte de Carlomagno a otros centros, y aparece en la caligrafía de los escribas originales en manuscritos copiados a finales del siglo VIII, por ejemplo, en escritura de tipo mordramno minúscula (véanse CLA, V, 613 y CLA, V, 631), en escritura de tipo «a-b» de Corbie (CLA, V, 662), en escritura tipo «eN» minúscula (CLA, v. 638) y en manuscritos provenientes de Saint-Amand, Galia, Francia (CLA, VI, 758). En el siglo IX aparece en manuscritos carolingios de la abadía de Saint-Denis en Francia con una forma muy particular (una línea ondulada de forma muy extendida acompañada, no de un punto, como es habitual, sino de dos puntos) (CLA, VI, 758), y también en otros lugares.

Las positurae aportaron nuevos signos al repertorio general de puntuación y continuaron siendo usadas hasta el final de la Edad Media, aunque la forma de algunos signos sufrió cambios. Dos de estos signos (el punctus elevatus ⹎ y el punctus interrogativus) sobreviven hasta nuestros días con formas modificadas como los dos puntos (:) y el signo de interrogación (?).
La práctica actual en idioma español de emplear un signo de interrogación de apertura antes de una pregunta parece haberse desarrollado a lo largo de la segunda mitad del siglo XVIII. En los libros impresos en España anteriormente, simplemente se aplicaba el signo de interrogación de cierre después de la frase u oración que expresaba una pregunta. Pero en el siglo XVIII se consideró que esta práctica no proporcionaba al lector la suficiente información para permitirle expresar adecuadamente la entonación interrogativa en oraciones largas.
En una reunión celebrada el 5 de marzo de 1739 la Real Academia Española en Madrid decidió que trataría de establecer reglas generales para la ortografía de la lengua española, y en 1741 publicó un tratado sobre el tema. Como parte de este proyecto, la Academia abordó el problema de la puntuación de las preguntas. Posteriormente, en la segunda edición de su tratado de ortografía, publicado en 1754, propuso usar el mismo signo de interrogación de cierre (?), colocándolo al revés (¿) antes de la palabra en la que comienza el tono interrogativo.
Existe una hipótesis muy extendida la cual propone que el signo de interrogación actual tiene su origen en las letras «qo», usadas presuntamente para abreviar la palabra latina quaestiō (‘pregunta’). Según esta hipótesis, con el tiempo la «q» se fue situando sobre la «o» y esta última disminuyó su tamaño hasta dar lugar al punto del signo de interrogación actual. Esta hipótesis fue creada por el poeta neerlandés Willem Bilderdijk (1756-1831), quien trató cuestiones de poesía y lenguaje en su obra de cuatro volúmenes Taal, publicada entre 1820 y 1823. 
Sin embargo, no existe evidencia que respalde esta hipótesis, sino al contrario, investigación más reciente apunta a que el signo de interrogación actual proviene del punctus interrogativus en latín, el cual fue cambiando hasta dar lugar a la forma actual.